# Hélène de Monténégro
Titre
Reine d'Italie
29 juillet 1900 – 9 mai 1946
(45 ans, 9 mois et 10 jours)
Hélène de Monténégro, née le 8 janvier 1873 à Cetinje et morte le 28 novembre 1952 à Montpellier, est l'épouse de Victor-Emmanuel III, empereur d'Éthiopie, roi d'Italie et d'Albanie, qui abdique en 1946 en faveur de leur fils Humbert II d'Italie. Elle est également la mère de la reine Jeanne de Bulgarie et de la landgravine Mafalda de Hesse-Cassel, qui meurt prématurément dans un camp de concentration nazi.

## Biographie

### Jeunesse

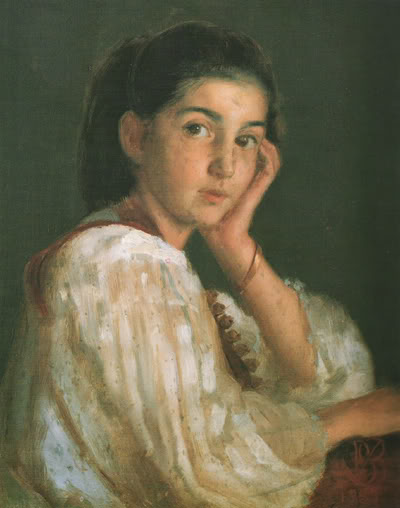
Portrait d'Hélène de Monténégro en 1888 en Vlaho Bukovac.

La princesse Hélène est née à Cetinje, alors capitale de la principauté du Monténégro. Elle est élevée dans une famille unie, où la conversation se fait en français, et la politique et la poésie sont discutées avec une égale aisance. Elle est instruite entre ses six et ses douze ans par la gouvernante suisse, Luisa Neukomm von Hallau (1852-1931), et fait ensuite ses études à l'Institut Smolny de Saint-Pétersbourg jusqu'à l'âge de dix-huit ans . Elle s'intéresse à la peinture au pastel, à la chasse et à la pêche. Elle fréquente également la cour impériale russe et collabore avec la revue littéraire russe Nedelya en publiant des poèmes. Hélène est décrite comme timide et réservée mais aussi plutôt têtue. Très attachée aux traditions, dotée d'une âme sensible et d'un esprit vif et curieux, elle est aime la nature : sa fleur préférée est le cyclamen. C'est une femme de grande taille pour l'époque, mesurant 1,80 m, un contraste notable avec son futur mari, qui mesure 1,52 m.

### Fiançailles et mariage

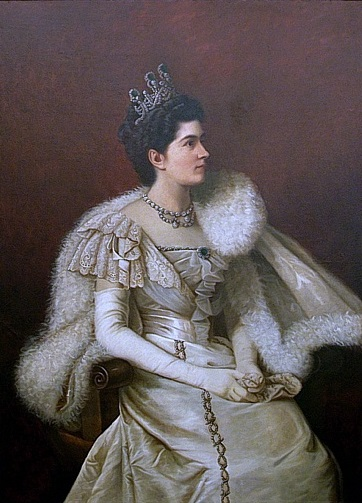
Portrait d'Hélène de Monténégro en 1897.

En Italie, la reine Marguerite de Savoie s'inquiète du mariage de son fils unique, le futur roi, et en accord avec Francesco Crispi, d'origine albanaise et désireux d'une plus grande influence de l'Italie dans les Balkans, organise une rencontre entre les deux jeunes gens. En avril 1895, Hélène assiste à l’Exposition internationale d’art de Venise au cours de laquelle elle est présentée au roi et à la reine d’Italie, et à l’opéra, où elle est présentée au prince Victor-Emmanuel. Après une autre rencontre en Russie à l'occasion du couronnement du tsar Nicolas II, Victor-Emmanuel fait sa demande officielle auprès du père de la princesse. Le 18 août 1896, Hélène et Victor-Emmanuel se fiancent à Cetinje.
C'est un mariage politiquement avantageux pour les deux pays. En effet, le roi Nicolas Ier (roi de Monténégro), qui veut assurer son indépendance récemment retrouvée face à l'Empire ottoman, cherche à marier ses filles aux membres des grandes dynasties européennes. De son côté, le roi Humbert Ier d'Italie, dont le père a unifié le pays en chassant ses propres parents et alliés de leur trône (Deux-Siciles, Toscane, Parme et Modène) et occupé les États pontificaux, craint d'essuyer un affront en demandant la main d'une princesse européenne catholique.[pas clair]
Le 21 octobre 1896, elle débarque avec Victor-Emmanuel à Bari, où elle se convertit au catholicisme en la basilique Saint-Nicolas même si son père aurait préféré que la conversion soit proclamée après le mariage. Sa mère est tellement bouleversée qu'Hélène change de religion qu'elle refuse d'assister à la cérémonie de mariage à Rome le 24 octobre 1896.
De cette union naissent :
- Yolande de Savoie (1901-1986), elle épouse en 1923 le comte Giorgio Carlo Calvi di Bergolo (1887-1977),
- Mafalda de Savoie (1902-1944), qui épouse en 1925 Philippe de Hesse-Cassel (1896-1981),
- Humbert II d'Italie (1904-1983), qui épouse en 1930 Marie-José de Belgique (1906-2001)
- Jeanne de Savoie (1907-2000), qui épouse en 1930 Boris III de Bulgarie,
- Marie-Françoise de Savoie (1914-2001) qui épouse en 1939 le prince Louis de Bourbon-Parme (1899-1967).

### Reine d'Italie
En 1900, le roi Humbert est assassiné par un anarchiste, et Victor-Emmanuel accède au trône.
Hélène est décrite comme digne, naturelle et simple et conserve les habitudes simples de sa jeunesse à Cetinje. Elle n'aime ni la vie sociale ni les divertissements et la vie de représentation royale,mais préfère mener une vie de famille simple et tranquille. Elle est décrite comme une mère aimante et dévouée désirant donner à ses enfants une éducation simple, conçue pour les empêcher de se sentir supérieurs aux autres en raison de leur naissance.
Quant à son apparence, la reine Hélène est ainsi décrite en 1911 :

« Aucune reine en Europe aujourd'hui, à l'exception de la tsarine et de la reine Victoire-Eugénie d'Espagne, ne ressemble plus à une reine qu'Hélène d'Italie. Elle est majestueuse et grande, avec une allure sculpturale qui la distingue de la foule. Ses cheveux sont aussi noirs que la forêt de minuit, ses yeux aussi lumineux que des charbons ardents. Son teint est olive, et ses mains sont fermes, fortes et larges. L'impression que donne cette femme est d'une force physique inhabituelle, il ne peut en être autrement au vu de sa formation sportive. »

Le 28 décembre 1908, Messine est frappée par un tremblement de terre désastreux. La reine Hélène se rend sur place, organise le transport des blessés vers un navire-hôpital, assiste personnellement à leurs soins en tant qu'infirmière et organise une collecte de fonds pour les victimes à Rome. Cela contribue à accroître sa popularité dans le pays. Hélène est la première inspectrice des infirmières volontaires de la Croix-Rouge italienne, de 1911 à 1921. Elle étudie la médecine et obtint un diplôme laurea honoris causa. Elle finance des institutions caritatives pour les personnes atteintes d'encéphalite et de tuberculose, les anciens soldats et les mères pauvres. Elle s'implique profondément dans la lutte contre la maladie, pour la formation des médecins et pour la recherche contre la poliomyélite, la maladie de Parkinson et le cancer.
Pendant la Première Guerre mondiale, Hélène travaille comme infirmière et, avec l'aide de la reine mère, transforme le palais du Quirinal et la villa Margherita en hôpitaux, qui fonctionnent de juillet 1915 à 1919. Pour récolter des fonds, elle invente la « photographie signée », vendue dans les bureaux des œuvres caritatives. À la fin de la guerre, elle propose de vendre les trésors de la couronne pour payer les dettes de guerre. Elle suggère aussi que chaque femme en Italie fasse don de certains de ses bijoux aux enfants dont les pères sont morts pour la nation, et elle donne certains des siens. En 1920, elle fonde la fondation Elena di Savoia pour distribuer des bourses d'études aux enfants orphelins d'anciens cheminots ou soldats.

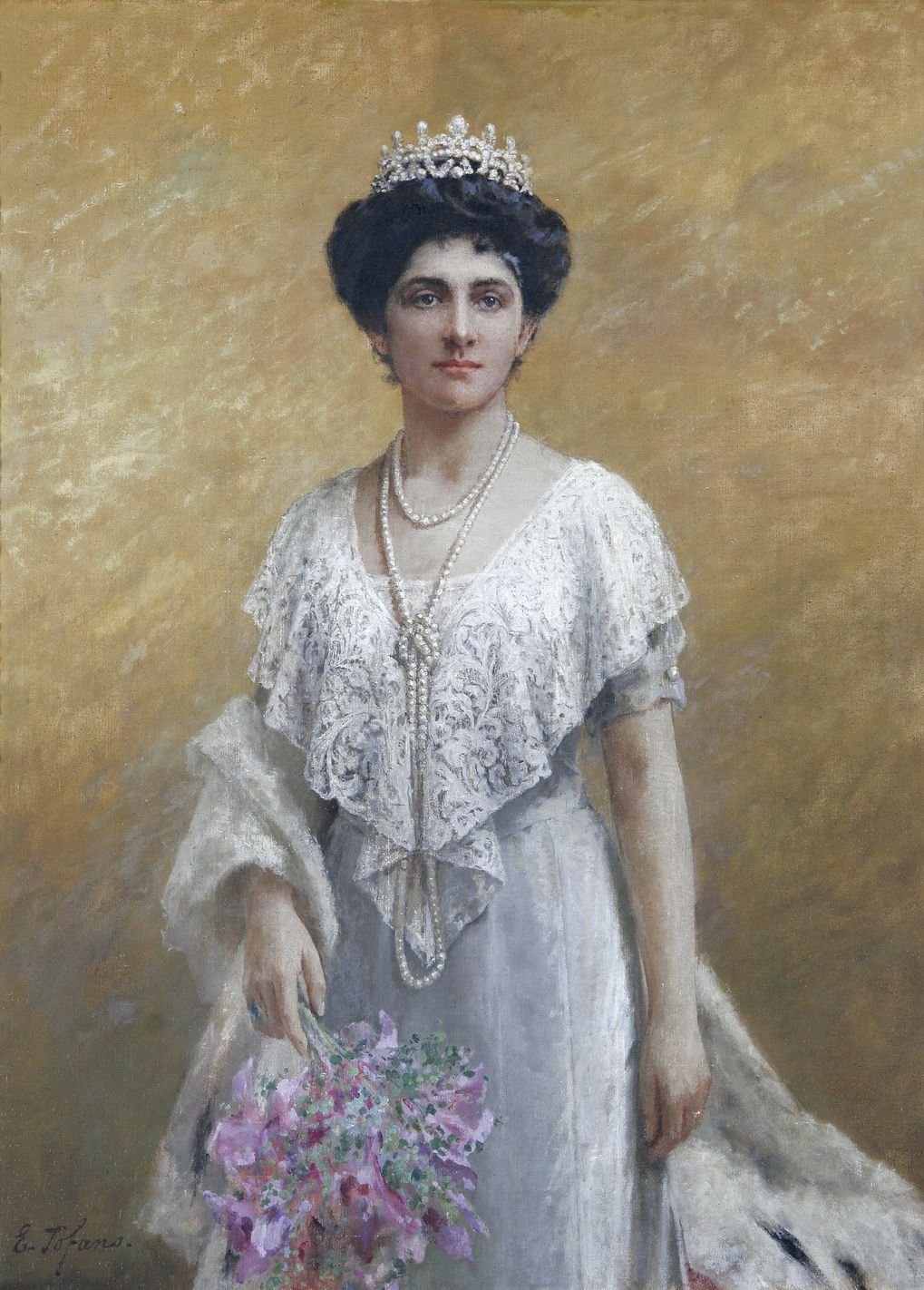
Portail d'Hélène de Monténégro en 1930 par Edoardo Tofano.

En 1930 et le 15 avril 1937, le pape Pie XI lui remet la Rose d'or en reconnaissance de sa foi et de ses activités charitables. Le pape Pie XII, dans un télégramme de condoléances envoyé à son fils après sa mort, saluera son travail caritatif.
En 1939, trois mois après l'invasion allemande de la Pologne et la déclaration de guerre par le Royaume-Uni et la France, Hélène écrit une lettre pour éviter la grande tragédie de la Seconde Guerre mondiale aux reines Alexandrine de Danemark, Wilhelmine des Pays-Bas, Élisabeth de Belgique, Jeanne de Bulgarie et Marie de Yougoslavie, ainsi qu'à la grande-duchesse Charlotte de Luxembourg.
Elle influence son mari pour qu'il fasse pression sur Benito Mussolini en faveur de la création du royaume indépendant du Monténégro en 1941. En 1943, elle obtient ensuite la libération d'une prison allemande de son neveu, le prince Mihailo de Monténégro, et de son épouse, Geneviève Prigent. Le prince était emprisonné pour avoir refusé de devenir roi de Monténégro sous la protection de l'Italie.
Le 25 juillet 1943, Victor-Emmanuel fait arrêter Mussolini. Le roi quitte Rome le 9 septembre pour fuir vers Brindisi avec l'aide des Alliés, et la reine le suit. En revanche, le 23 septembre, leur fille Mafalda de Savoie est arrêtée par les nazis et envoyée au camp de concentration de Buchenwald, où elle meurt en 1944.

### Exil
Des mouvements républicains contestent la monarchie, et Victor-Emmanuel abdique en 1946 en faveur de son fils. Le 2 juin 1946, un référendum mit fin à la monarchie en Italie, poussant la famille royale à l'exil. Aussi le couple royal est accueilli par le roi Farouk et s'installe à Alexandrie, en Égypte. Victor-Emmanuel y meurt le 28 décembre 1947.
Puis, elle subit un cancer. Son état est déjà tellement aggravé que son médecin égyptien juge que sa guérison ne peut être obtenue que le traitement d'une équipe de l'université de Montpellier, dirigée par son ancien professeur, Paul Lamarque. En conséquence, la reine Hélène s'installe en 1950 à l'hôtel Métropole de Montpellier, afin d'être soignée par ce cancérologue.
Elle y décède d'une embolie pulmonaire le 28 novembre 1952, lors d'une opération chirurgicale.
Pendant soixante-cinq ans, elle repose au cimetière Saint-Lazare de Montpellier, où un buste rappelle sa mémoire. À la demande de la famille de Savoie, qui souhaite réunir ses ancêtres dans un même tombeau en Italie, la reine Hélène est exhumée le 15 décembre 2017 et réinhumée au sanctuaire de Vicoforte, où son mari, Victor Emmanuel, la rejoint deux jours plus tard.

Cénotaphe de la reine d'Italie
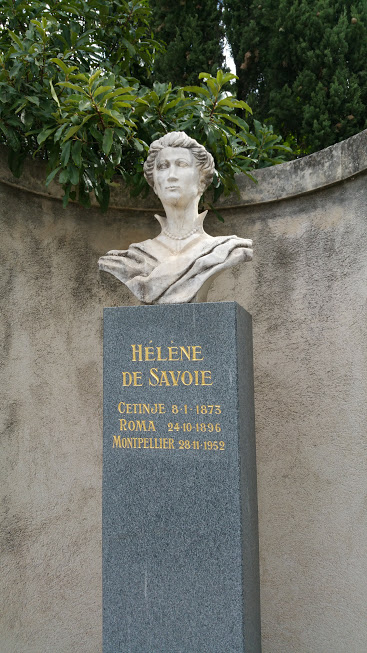
Buste d'Hélène d'Italie.
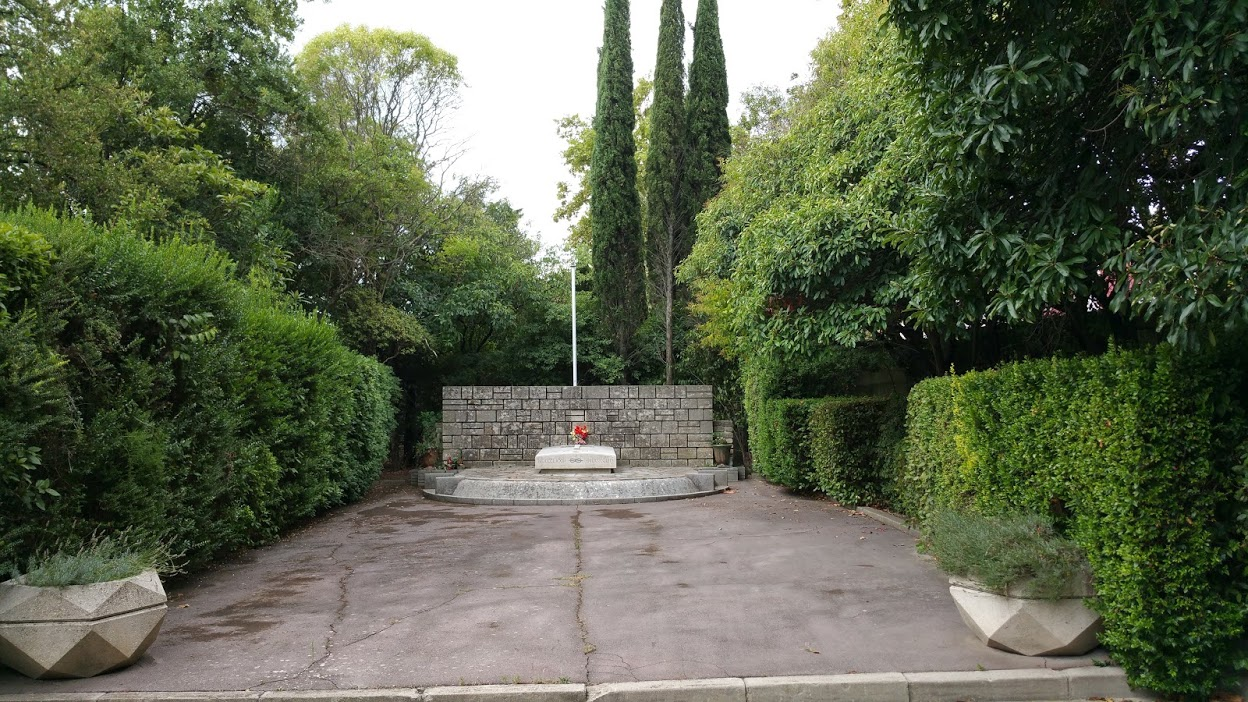
Cénotaphe de la reine d'Italie à Montpellier.

## Hommage
Son petit-neveu Nikola Petrović-Njegoš, dit « Nikola II », organise en 2012  à Montpellier un moment d'hommage et de recueillement à l'occasion du 60e anniversaire de sa mort. Montpellier devient, le temps d'une journée, le carrefour de l'histoire du Monténégro et de l'Italie.
Le rosiériste italien Lodi lui dédie après son mariage une rose baptisée 'Principessa di Napoli' (1897). Un apéritif-digestif lui est aussi dédié sous l'appellation d'Amaro Montenegro.
En 2001, à l'occasion de l'ouverture des célébrations du cinquantième anniversaire de la mort de la reine, l'évêque de Montpellier ouvre le procès diocésain de sa béatification. Avec l'ouverture de la procédure, elle se voit attribuer le titre de servante de Dieu.

## Honneurs
- 10 décembre 1900 : 945e dame grand-croix de l'ordre de la Reine Marie-Louise[11]
- 10 juillet 1906 : dame grand-croix de l'ordre souverain de Malte, première classe[11],[12]
- 11 juin 1909 : dame grand-cordon de l'ordre de la Couronne précieuse[13]
- 1909 : dame grand-croix de l'ordre d'Élisabeth
- 15 mars 1910 : dame grand-croix de l'ordre de Sainte-Catherine
- 1930 et 15 avril 1937 : récipiendaire de la Rose d'or[14],[15]
- 1933 : dame grand-croix de l'ordre de Saint-Alexandre, avec diamants[16]
- Dame grand-croix de l'ordre du prince Danilo Ier, classe spéciale[11]
- Dame grand-cordon de l'ordre des Saints-Maurice-et-Lazare[11],[17]
- Dame grand-croix de l'ordre de l'Éperon d'or[11],[18]
- Récipiendaire de la médaille Pro Ecclesia et Pontifice[19]
- Dame de l'ordre de la Croix étoilée, première classe[11],[20],[21]
- Dame grand-croix de l'ordre de Thérèse[11]
- Dame grand-croix de l'ordre du Mérite civil[11],[22]
- Dame de l'ordre d'Aftab, première classe[23]
- Dame grand-croix de l'ordre royal de Saint-Sava[24]